# Sylwan (Mănuilă)
Sylwan, imię świeckie Cristian Constantin Mănuilă (ur. 16 września 1971 w Lipova) – duchowny Rumuńskiego Kościoła Prawosławnego, od 2007 biskup Węgier.

## Życiorys
Chirotonię biskupią otrzymał 8 lipca 2007. W czerwcu 2016 r. był członkiem delegacji Patriarchatu Rumuńskiego na Święty i Wielki Sobór Kościoła Prawosławnego.